# Octane
Octane (conosciuto negli Stati Uniti come Pulse) è un film del 2003 diretto da Marcus Adams.

## Trama
Senga Wilson, una donna da poco divorziata, cerca di salvare la sua figlia quindicenne Natasha dal bizzarro e tormentoso culto per le auto e per il sangue.